# Opetaia Foa'i
Opetaia Tavita Foa'i (Alamagoto, 1956) è un musicista samoano.

## Biografia
È famoso per aver composto insieme ai musicisti Mark Mancina e Lin-Manuel Miranda la colonna sonora del 56° Classico Disney Oceania.

## Filmografia
- Oceania (Moana), regia di Ron Clements e John Musker (2016)
- Oceania 2 (Moana 2), regia di David Derrick Jr. (2024)